# Corticotomus testaceus
Corticotomus testaceus là một loài bọ cánh cứng trong họ Trogossitidae. Loài này được Dajoz miêu tả khoa học năm 1997.